# Berliner Turn- und Freizeitsport-Bund
Der Berliner Turn- und Freizeitsport-Bund (BTFB) ist – nach dem Berliner Fußball-Verband – der zweitgrößte Berliner Sportfachverband. Er wurde 1950 als Berliner Turnerbund gegründet und trägt den heutigen Namen seit 2009. Ihm gehören aktuell 340 Mitgliedsvereine mit mehr als 103.000 Mitgliedern an.

## Geschichte
Ab 1948 wurden Sportvereine durch die alliierten Kontrollbehörden nach dem Zweiten Weltkrieg wieder zugelassen. Die ersten 25 Turnvereine bereiteten unter Führung von Heinz Andrae, dem späteren Gründungsvorsitzenden des Berliner Turnerbundes, die Schaffung eines Sportfachverbandes vor, der sowohl den Jahnschen Werten des traditionellen Turnens verbunden, aber auch allen anderen Formen der breitensportlichen Betätigung offen sein sollte. Neben dieser rein sportlichen Zielstellung war es von Anbeginn ein Hauptanliegen, sowohl die ehemaligen Arbeitersportvereine wie auch bürgerliche, konfessionelle und akademische Vereine sowie die neu entstandenen Vereine der Heimatvertriebenen unter einem Dach zusammenzuführen und somit parteipolitische und ideologische Grenzen zu überwinden. Am 8. Januar 1950 gründeten 27 Turnvereine mit insgesamt 12.500 Mitgliedern (davon 60 % Kinder und Jugendliche) in der Roten Veranda der Zoo-Terrassen den Berliner Turnerbund (BTB).
In der geteilten Stadt Berlin entwickelten sich während der Zeit der deutschen Spaltung trotz sportlicher Identität unterschiedliche Strukturen. Im Westteil – also im Zuständigkeitsbereich des Berliner Turnerbundes – spielte die breitensportliche Entwicklung und die Bildungsarbeit eine zentrale Rolle. Die Entwicklung des BTB in dieser Etappe wurde durch die mehr als 20-jährige Präsidentschaft von Günter Hein (1966–1987) maßgeblich geprägt. Bei den Turnfesten 1968 und insbesondere 1987 leistete der Verband mit seinen ehrenamtlichen Helfern und seiner Logistik einen großen Beitrag dazu, dass diese Turnfeste herausragende Turn- und Sportevents wurden (1987 nahmen mehr als 100.000 Turner teil). Die Talent- und Spitzensportförderung kam auf Grund finanzieller Zwänge im BTB allerdings nur langsam voran. Landestrainer für die Nachwuchsentwicklung wurden ab 1969 eingestellt und erst 1973 wurde das BTB-Turnzentrum in Berlin-Schöneberg als zentrale Fördereinrichtung eingeweiht. Unter diesen Umständen ist die Qualifikation einer Berlinerin – Brigitta Lehmann-Sandow – 1984 für die Olympischen Spiele in Los Angeles (4. Platz mit der Mannschaft) ein erstaunliches Ergebnis.
Am 23. November 1990 löste sich der Bezirksfachausschuss Turnen Berlin – das Ostberliner Pendant zum BTB – auf und 41 Turnvereine des Ostteils der Stadt traten dem Berliner Turnerbund bei. Unmittelbar nach der deutschen Wiedervereinigung hatte der BTB zwei massive Probleme zu lösen. Zum einen waren die überdimensionierten Leistungssportstrukturen im Ostteil Berlins in ein finanzierbares neues Talentfördermodell zu überführen. Daneben galt es, eine finanzielle Schieflage des Verbandes, die durch Fehlkalkulationen eines Landeskinder- und Jugendturnfestes entstanden waren, zu meistern. In dieser Situation erklärte sich der damalige LSB-Präsident Peter Hanisch bereit, die Führung des Verbandes zu übernehmen. Gemeinsam mit dem 1991 neubestellten Geschäftsführer Jens-Uwe Kunze gelang es, beide Probleme zu meistern. Mit restriktiven Sparmaßnahmen wurde in den darauffolgenden Jahren der Haushalt saniert und 1996 – wenn auch zu Teilen als „Übernahmeergebnis“ der DDR-Talentsichtung – in Atlanta mit dem Olympiasieg von Andreas Wecker am Reck ein herausragendes sportliches Ergebnis erreicht. Seit 1992 entwickelte sich der BTFB hinsichtlich der Mitgliederzahlen ständig weiter, es wurden drei Landesleistungszentren für Turner und Sportgymnastinnen in Berlin-Hohenschönhausen und Friedrichshain errichtet. 2005 wurde mit der Gründung von TurnTalentSchulen (TTS) begonnen, von denen es mittlerweile drei für Gerätturnen und zwei für die Rhythmische Sportgymnastik gibt.
Eine besondere Verbindung besteht zwischen dem BTFB und dem Märkischen Turnerbund (MTB). 1996 wurde eine vertragliche Vereinbarung zwischen beiden Verbänden geschlossen, die eine enge Kooperation regelt.
Nach Peter Hanisch wurde im Jahr 2005 der ehemalige Sportstaatssekretär in Berlin Frank Ebel neuer Präsident. Seitdem wurde mit verschiedenen berlinweiten Aktionen (Familiensportmessen, Aktion Fitteste Grundschulklasse, Kinderturnsonntage) die Berliner Bevölkerung für das Sporttreiben im Verein weiter sensibilisiert und neue Mitglieder für die Berliner Turnvereine gewonnen.
Auf dem Turntag 2009 benannte sich der Berliner Turnerbund in Berliner Turn- und Freizeitsport-Bund um. In einer BTFB-Turn-Gala am 20. November 2011 wurde auf die 200-jährige Geschichte des Turnens zurückgeblickt und das breite Spektrum dieser Sportart von 1500 Mitwirkenden demonstriert.
Präsidentin des Berliner Turn- und Freizeitsport-Bundes ist Sophie Lehsnau.
In der Geschäftsführung erfolgte Ende 2018 ein Wechsel. Geschäftsführer ist seit Januar 2019 Claudio Preil. Im Jahr 2019 gelang dem Verband erstmals der Sprung über die Marke von 100.000 Mitgliedern.

## Veranstaltungen

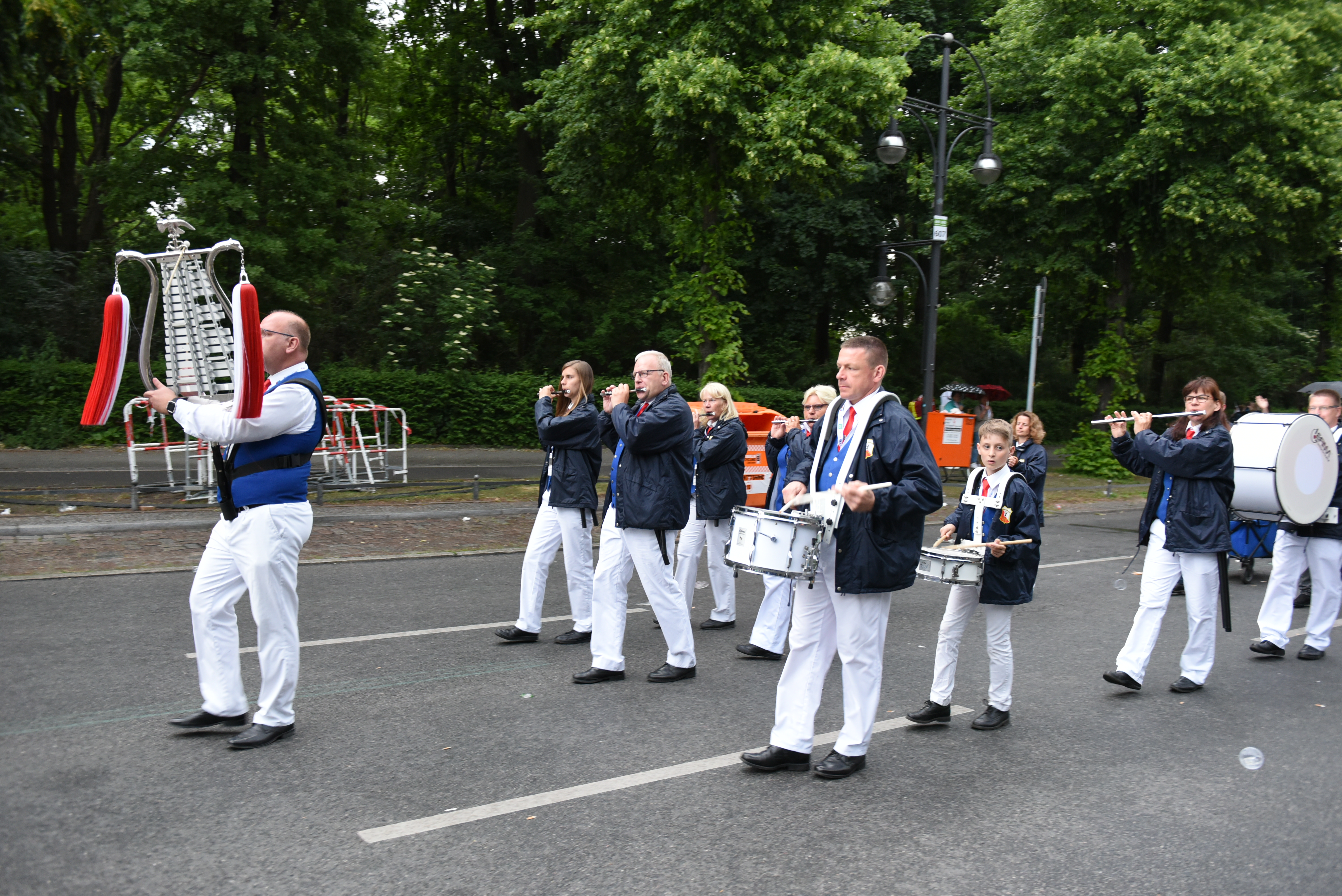
Der Berliner Turn- und Freizeitsport-Bund beim Internationalen Deutsches Turnfest 2017.

Der BTFB veranstaltet entweder als eigenständiger Organisator (Familiensportmessen, Kongresse, Berlin Masters) oder als Unterstützer mit haupt- und ehrenamtlichen Kräften die Organisation und Durchführung sportlicher Großereignisse (Turnfeste, Welt- und Europameisterschaften). Die großen Sportveranstaltungen, die der BTFB alljährlich bevorzugt in der Max-Schmeling-Halle im Prenzlauer Berg entweder selbst ausrichtet oder die Durchführung logistisch begleitet, werden von Zehntausenden Berlinern wahrgenommen. Höhepunkte dabei waren unter anderem:
- 1968 Deutsches Turnfest
- 1975 Welt-Gymnaestrada
- 1987 Deutsches Turnfest
- 1995 Welt-Gymnaestrada
- 1997 Weltmeisterschaften Rhythmische Sportgymnastik
- 2005 Internationales Deutsches Turnfest
- 2007 1. Berliner Familien-Sportmesse
- 2008 2. Berliner Familien-Sportmesse
- 2010 3. Berliner Familien-Sportmesse
- 2011 Turn-Europameisterschaften
- 2017 Internationales Deutsches Turnfest
- 2001 – 2017 Weltcup/Grand-Prix-Turniere in der Rhythmischen Sportgymnastik (Berlin Masters)
- 2023 – heute Kinderschutz-Sport-Konferenz
- Jährlich Feuerwerk der Turnkunst, eine Turngala mit internationalen Spitzenkönnern aus den Bereichen Turnen, Akrobatik & Show
- Jährlich Turn-, Fitness- und Kinderturnkongresse (Der seit 1993 stattfindende Gymwelt-Kongress im Bundesleistungszentrum Kienbaum ist mit regelmäßig 450–500 Teilnehmern einer der größten Sportkongresse in den neuen Bundesländern.)

## Zeitschrift
Offizielle Verbandszeitschrift heißt BewegtBerlin. Seitdem ist das Magazin auch digital als App erhältlich. Vor 2020 hieß die Zeitschrift Turnmagazin für Berlin und Brandenburg. Das Verbandsmagazin erscheint seit 1998 alle zwei Monate. Vorgängertitel war die 1951 gegründete vierzehntäglich erscheinende Berliner Turnzeitung, die bis 1998 erschien.